# Jean de Compey

Wappenschild von Bischof Jean de Compey

Jean de Compey, ital.: Giovanni de Compesio (* im 14. oder 15. Jahrhundert; † 28. Juni 1492 in Moûtiers) war von 1469 bis 1482 Bischof von Turin, von 1482 bis 1484 Bischof von Genf und anschließend bis zu seinem Tod Erzbischof von Tarentaise.

## Leben und Wirken
Der 1462 erstmals erwähnte Jean de Compey war der Sohn von Jean, Herr von Draillant und der Antoinette de La Palud. Er war Kommendatarabt von Aulps, Chézery, Filly, Sixt und S. Stefano in Vercelli. Von 1462 bis 1464 war er Kanzler und Berater von Herzog Ludwig von Savoyen. Jean wurde 1469 Bischof von Turin und wurde 1482 nach Genf transferiert. Dort stieß er auf den Widerstand des savoyischen Herzogs Karl I., der seinen Onkel Franz als Bischof von Genf durchsetzen wollte. Jean wurde 1483 zur Flucht aus Genf gezwungen und akzeptierte 1484 das Erzbistum Tarentaise, worauf ihm Franz von Savoyen in Genf folgte.